# Незавершена симфонія Ейнштейна
«Незавершена симфонія Ейнштейна: Слухання звуків простору-часу» (англ. Einstein's Unfinished Symphony: Listening to the Sounds of Space-Time) — документальна книга Марсії Бартусяк 2000 року про спроби виявити гравітаційні хвилі, передбачені загальною теорією відносності Ейнштейна. Книга розповідає про дві гравітаційно-хвильові обсерваторії LIGO у Луїзіані та штаті Вашингтон, трохи згадує про інші подібні обсерваторії в Італії, Німеччині, Японії та Австралії, а також про науковців і наукові ідеї. Початкова робота LIGO між 2002 і 2010 роками не виявила жодних гравітаційних хвиль. Після технічних удосконалень гравітаційні хвилі вперше були виявлені в 2015 році. Після цього Бартусяк видала оновлену версію книги під назвою «Незавершена симфонія Ейнштейна: історія азартної гри, двох чорних дір і нової ери астрономії», опубліковану в 2017 році видавництвом Єльського університету.

## Сприйняття
За перше видання своєї книги Бартусяк в 2001 році отримала журналістську нагороду за науково-популярну літературу від Американського інституту фізики.
Відгуки на книгу відзначали якісну роботу авторки з літературою і з інтерв'ювання найважливіших науковців в розглядуваній галузі, легкий і зрозумілий стиль і хорошу обізнаність з предметом.